# Agustín Marina
Agustín Marina Pérez (Oviedo, 28 de diciembre de 1943-Castelldefels, 16 de febrero de 2015) fue un político español.

## Biografía
Nació en Oviedo el 28 de diciembre de 1943 y se fue a vivir a Castelldefels a principios de los años 70. En las elecciones municipales de 1979 fue elegido alcalde de Castelldefels por el PSC, y fue reelegido en 1983, 1987, 1991, 1995 y 1999. En mayo de 2002 abandonó la alcaldía y pasó a ocuparla Antonio Padilla. Además fue diputado provincial de la Diputación de Barcelona y vicepresidente de la Corporación Metropolitana de Barcelona. También fue fundador en 1984 de la asociación mundial de grandes ciudades, Metrópolis, en representación de la Corporación Metropolitana y se mantuvo en la organización hasta 2002. Falleció en Castelldefels el 16 de febrero de 2015 a los 71 años, víctima de un cáncer de pulmón.